# Stefano Santospago
Stefano Santospago (Roma, 13 febbraio 1954) è un attore italiano.

## Biografia
Nato a Roma, ha recitato principalmente in teatro, lavorando con i maggiori registi e teatri italiani a partire dalla metà degli anni ’70.
Partendo dagli esordi nel centro multiculturale “Il Politecnico”, in compagnia di Giorgio Pressburger, Giancarlo Sammartano, Amedeo Fago. Poi gli incontri con Antonio Calenda nel 1976, poi Augusto Zucchi, molte volte con Mario Missiroli,   “Ulisse e la balena bianca”, dal Moby Dick, diretto e interpretato da Vittorio Gassman . Una stagione al Sistina con la commedia musicale “A che servono gli uomini”, regia di Pietro Garinei, con musiche di Giorgio Gaber, Giuseppe Patroni Griffi (“Metti una sera a cena”, “Nata Ieri”), Massimo Castri in una delle sue più importanti regie, “Orgia” di P.P. Pasolini, Luca Ronconi in uno spettacolo che ha segnato l’inizio del millennio, “Infinities”, e poi in una trilogia classica a Siracusa.  È stato protagonista in numerosi spettacoli di Cesare Lievi, “Tradimenti” di Harold Pinter, “Il Principe di Homburg” di Kleist, “Alcesti” di Euripide. Ha partecipato da protagonista a due tra le ultime regie di Marco Sciaccaluga, “Intrigo e amore” di Schiller ed è stato Trigorin ne “Il Gabbiano” di A. Cecov.  Protagonista ne “Il vecchio e il mare”, “L’ultima notte del Rais”in cui interpreta il ruolo di Gheddafi e “La divina Sarah” diretti da Daniele Salvo. Ha partecipato a dieci messe in scena nell’ambito delle rappresentazioni classiche nel teatro greco di siracusa, dal “Prometeo” e “Le Rane” con la regia di Luca Ronconi, “Orestiade”, regia di Pietro Carriglio, “Alcesti” con regia di Cesare Lievi, “Edipo a Colono” con regia di Jannis Kokkos, “Orestea, diretto da Davide Livermore, “Baccanti” regia della Fura dels Baus, “Le Nuvole” diretto da Antonio Calenda, “Ifigenia in Tauride”, regia di Jacopo Gassman. È stato nel cast dell'adattamento teatrale di "Anna Karenina", per la regia di Luca de Fusco.Per l'interpretazione de "La Casa Nova" di Goldoni, diretta da Piero Maccarinelli è entrato nella terna finalista del Premio Le Maschere del Teatro.
Ha preso parte a numerose produzioni televisive e cinematografiche. Fra i suoi lavori più importanti: i film Ricordati di me di Gabriele Muccino nel 2003, Cuore sacro di Ferzan Özpetek nel 2005, Un gioco da ragazze con la regia di Matteo Rovere, "heaven", regia di Tom Twicker, con Cate Blanchet,  "Ultimo stadio" di Ivano di Matteo.
In televisione ha esordito nel 1980 come protagonista di "Tre operai", con la regia di Citto Maselli. Ha partecipato a diversi sceneggiati per la regia di Luigi Perelli, Daniele D'Anza, Gianluigi Calderone, Mario Missiroli. È apparso nelle fiction Donna detective con la regia di Cinzia TH Torrini, Caterina e le sue figlie 2 con la regia di Fabrizio Terracciano, Tutti per Bruno con Claudio Amendola con la regia di Francesco Pavolini. Ha interpretato il ruolo di Francesco Fontamara nella serie televisiva Il peccato e la vergogna (2010-2014),  ed è stato tra i protagonisti di Suburra - La serie. Nel 2023 è uscita la serie Mediaset Anima Gemella, per la regia di Francesco Miccichè
Negli anni ottanta ha condotto la prima edizione del quiz televisivo Help! e del programma di intrattenimento domenicale Buona Domenica.

## Teatrografia
- 2025 - "IL CASO KAUFMANN" di Giovanni Grasso, regia di Piero Maccarinelli
- 2025 - "A TORTO O A RAGIONE" di Ronald Harwood, regia di Giovanni Anfuso
- 2024 - "LA CASA NOVA" di Carlo Goldoni, regia di Piero Maccarinelli
- 2023 - "ANNA KARENINA" di Lev Tolstoi, regia di Luca De Fusco
- 2023 - "ODISSEA DI OMERO" DI Francesco Nicolini, a cura di Sebastiano Lo Monaco
- 2023 - "LA DIVINA SARAH" di Emmanuel schmidt, regia di Daniele Salvo
- 2022 - "IFIGENIA IN TAURIDE" di Euripide, regia diJacopo Gasmann
- 2022 - "AGAMENNONE" di Eschilo, regia di Davide Livermore
- 2021 - "LE NUVOLE" di Aristofane, regia di Antonio Calenda
- 2021 – “COEFORE EUMENIDI” di Eschilo, regia di Davide Livermore
- 2021  “LE BACCANTI” di Euripide, regia della Fura dels Baus
- 2020 – “L’ULTIMA NOTTE DEL RAIS” di Y. Khadra ,regia di Daniele Salvo
- 2019 – “IL GABBIANO” di A. Cecov regia di Marco Sciaccaluga
- 2018 – “KILLOLOGY” di G. Owen, regia di M. Pepe
- 2018 – “EDIPO A COLONO” di Sofocle, regia di Y. Kokkos
- 2018-  “INTRIGO E AMORE” di F. Schiller, regia di Marco Sciaccaluga
- 2017 – “CIAO” di W. Veltroni, regia D. Salvo
- 2017 – “IL VECCHIO E IL MARE” di H Hemingway, regia D. Salvo
- 2016 – “IL RACCONTO D’INVERNO” di W Shakespeare , regia E. Sbardella
- 2016 – “ALCESTI” di Euripide, regia Cesare Lievi
- 2016 – “QUARTETTO CASA DI BAMBOLA” da H. Ibsen regia di Emanuela Giordano
- 2015 – “TRIBES” di N. Rimes, regia Elena Sbardella
- 2015 -  “L’ESPOSIZIONE UNIVERSALE” DI LSquarzina, regia di P. Maccarinelli
- 2013 – “LA FINE DELL’INIZIO” di S. O’Casey ,   regia C. Lievi
- 2012 – “IL PRINCIPE DI HOMBURG”di H von Kleist, regia C. Lievi
- 2009 – “CASANOVA IL VENEXIANO” di G. Manfridi,regia S.Santospago
- 2009 – “SEMPLICEMENTE COMPLICATO” di T. Bernhard ,regia C. Lievi
- 2008 – “ORESTEA” di Eschilo,regia P. Carriglio
- 2007 – “DELITTO PERFETTO” di F. Knott, regia J. Gleyeses
- 2006 – “MANFRED” di Byron Schumann, regia S. Santospago
- 2005 – “FOTOGRAFIA DI UNA STANZA” di C. Lievi, regia C. Lievi
- 2004 – “TRADIMENTI” di H. Pinter, regia C. Lievi
- 02/03 – “METTI UNA SERA A CENA”, regia G. Patroni Griffi
- 2002 – “INFINITIES”, regia L. Ronconi
- 2002 – “EDIPO TIRANNO”, regia L. Ronconi
- 2002 – “LE RANE”, regia L. Ronconi
- 2000 – “RUMORS”, regia A. Corsini
- 1999 – “L’ALCHIMISTA”, regia L. Simonelli
- 1998 – “ORGIA” di P. P. Pasolini, regia M. Castri
- 1996 – “LA BISBETICA DOMATA” di W. Shakespeare. regia R.Giordano
- 1996 – “NATA IERI” di G. Kanin, regia G. Patroni Griffi
- 94/95 – “BROKEN GLASS” di A. Miller”, regia M. Missiroli
- 93/94 – “LA FASTIDIOSA”  di F. Brusati, regia M. Missiroli
- 1992 – “NOSTRA DEA” di M. Bontempelli, regia M. Missiroli
- 1992 – “MOBY DICK” di Melville, regia V. Gassman
- 1991 – “VINZENZ E L’AMICA DI UOMINI IMPORTANTI”   di Robert Musil, regia G. Nanni
- 1991 – “LA LOCANDIERA” di C. Goldoni, regia G. Nanni
- 1991 – “HERODIAS” di Rocco Familiari, regia G. Nanni
- 1991 – “LA VEDOVA AL SABATO SERA” di Israel Horovitz, regia G. Treves
- 1990 -  “LARGO DESOLATO” di Vaclav Havel, regia V. Lucariello
- 1989 – “I DUE GENTILUOMINI DI VERONA” di W. Shakespeare , regia L .Salveti
- 88/89 – “A CHE SERVONO GLI UOMINI”, regia di PietroGarinei
- 1987 – “LA SIGNORINA ELSA” di Schnitzler, regia G. Nanni
- 1986 – “IL RACCONTO D’INVERNO” di W. Shakespeare, regia P. Carriglio
- 1985 – “NINA, E’ UN’ALTRA COSA” di M. Vinaver, regia M. Mattolini

1984 – “LA VITA E’ SOGNO” di Calderon Delabarca, regia P. Carriglio
- 82/83 – “A PIEDI NUDI NEL PARCO” di N. Simon, regia E. Fenoglio

80/81 – “LA VEDOVA SCALTRA”, regia A. Zucchi
- 78/79 – “LA PUPILLA” di C. Goldoni, regia A. Zucchi
- 78/79 – “LA TRILOGIA DI LINDORO E ZELINDA”, regia A. Zucchi

76/77 – “LEAR” di E. Bond, regia A. Calenda
- 77/78 – “COME VI PIACE” di W. Shakespeare, regia A. Calenda
- 1975 - "STRASSE" di Bertolt Brecht, regia di Giancarlo Sammartano
- 1975 - "LA MORTE DEL DOTTOR FAUST" di M. De Ghelderode, regia di Amedeo Fago
- 1974 - "IL DOTTOR FRANZ FANON, PSICHIATRA IN ALGERIA", scritto e diretto da M. Prosperi

## Filmografia

### Cinema
- La specialità della casa, regia di Augusto Zucchi (1982)
- The Sea Wolf, regia di Mark Roper (2001)
- Heaven, regia di Tom Tykwer (2002)
- Ricordati di me, regia di Gabriele Muccino (2003)
- In questo mondo di ladri, regia di Carlo Vanzina (2004)
- Cuore sacro, regia di Ferzan Özpetek (2005)
- Un gioco da ragazze, regia di Matteo Rovere (2007)
- Vorrei vederti ballare, regia di Nicola Deorsola (2010)

### Televisione
- Tre operai, regia di Francesco Maselli (1980)
- Fermate il colpevole, regia di Mario Caiano - serie TV (1980)
- Vita di Antonio Gramsci, regia di Raffaele Maiello (1981)
- Il fascino dell'insolito, episodio "La specialtà della casa" - serie TV antologica (1982)
- Piccolo mondo moderno, regia di Daniele D'Anza (1984)
- Il santo, regia di Gianluigi Calderone - miniserie TV (1984)
- A che servono gli uomini?, regia di Pietro Garinei (1989)
- Bambino in fuga, regia di Mario Caiano (1989)
- Ulisse e la balena bianca, regia di Rubino Rubini (1992)
- Morte di una ragazza perbene, regia di Luigi Perelli (1999)
- Il processo, regia di Luca Zei - film TV (2000)
- Giochi pericolosi, regia di Alfredo Angeli - film TV (2000)
- Il commissario, regia di Alessandro Capone (2001)
- Casa famiglia, episodio "Giustizia privata" - serie TV (2003)
- Ricomincio da me, regia di Rossella Izzo - miniserie TV (2005)
- R.I.S. 2 - Delitti imperfetti, regia di Alexis Sweet - serie TV, episodio 2x03 (2006)
- Attacco allo stato, regia di Michele Soavi (2006)
- Nebbie e delitti 2, regia di Riccardo Donna - serie TV (2007)
- Caterina e le sue figlie, regia di Vincenzo Terracciano - serie TV (2007-2010)
- Donna detective, regia di Cinzia TH Torrini (2007)
- Un medico in famiglia 6 - serie TV (2009)
- Tutti per Bruno, regia di Francesco Pavolini (2010)
- Il peccato e la vergogna, regia di Luigi Parisi e Alessio Inturri - serie TV (2010-2014)
- Don Matteo, regia di Giulio Base - serie TV (2011)
- Questo nostro amore, regia di Luca Ribuoli (2012)
- Amanda Knox (Amanda Knox: Murder on Trial in Italy), regia di Robert Dornhelm – film TV (2011)
- Né con te né senza di te, regia di Vincenzo Terracciano (2012)
- Una villa per due, regia di Fabrizio Costa – film TV del ciclo Purché finisca bene (2014)
- Squadra antimafia 7 - serie TV, 8 episodi (2015)
- Non è stato mio figlio, regia di Alessio Inturri e Luigi Parisi (2016)
- Catturandi - Nel nome del padre, regia di Fabrizio Costa (2016)
- Suburra - La serie - serie TV, 8 episodi (2017-2019)
- Liberi sognatori - La scorta di Borsellino, regia di Stefano Mordini - film TV (2018)
- Anima Gemella, regia di Francesco Miccichè

### Programmi televisivi
- Help! (Canale 5, 1983-1984)
- Buona Domenica (Canale 5, 1985)

## Prosa radiofonica Rai
- I tre moschettieri di Alessandro Dumas padre, regia di Marco Parodi, 30 puntate, trasmessa dal 2 febbraio al 27 febbraio 2004 su Rai Radio 2